# Lysandra arcuata
Lysandra arcuata är en fjärilsart som beskrevs av Courvoisier 1903. Lysandra arcuata ingår i släktet Lysandra och familjen juvelvingar. Inga underarter finns listade i Catalogue of Life.